# Gmach poczty w Chorzowie
Gmach poczty w Chorzowie – budynek użyteczności publicznej wzniesiony w latach 1891–1892, rozbudowany w 1911 roku w Chorzowie, wpisany do rejestru zabytków nieruchomych województwa śląskiego.

## Historia
1 października 1885 nabyto grunt pod budowę poczty od cieśli Carliczka. Gmach wzniesiono z cegły w latach 1891–1892 według projektu Johanna Schuberta dla Kaiserlich Deutsches Postamt. W 1911 roku gmach rozbudowano wzdłuż ul. Pocztowej według projektu F. Nhagena, dobudowane skrzydło to tzw. paczkarnia.
Dawniej pod ażurową kopułą znajdował się napowietrzny system telekomunikacyjny, na poziomych żebrach hełmu były zamontowane izolatory. Sieć telefoniczna była prowadzona z hełmu wieży, natomiast centrala mieściła się w piwnicach budynku. Podobne rozwiązania stosowano we Wrocławiu i Stralsund, w XIX wieku było to rozwiązanie nowoczesne. Później ten system łączności wyparły kablowe linie telefoniczne. W 2004 roku wykonano remont elewacji.

## Architektura
Gmach dwukondygnacyjny, wzniesiony na planie nieregularnym, w stylu neogotyckim, dachy wielospadowe z lukarnami, kryte dachówką. Wieża na planie ośmioboku, we wnętrzu znajduje się klatka schodowa, wieńczy ją ażurowy hełm zakończony iglicą. Elewacje wykończone cegłą klinkierową, zielonymi kształtkami, z ryzalitami; otwory okienne zróżnicowane, dekorowane naprzemiennie cegłami w kolorze czerwonym i zielonym, okna skrzynkowe, z drewna. Wejście główne znajduje się w ściętym narożniku w formie ryzalitu z dużym szczytem schodkowo-maswerkowym, pozostałe wejścia oprawione skromniej.

## Galeria

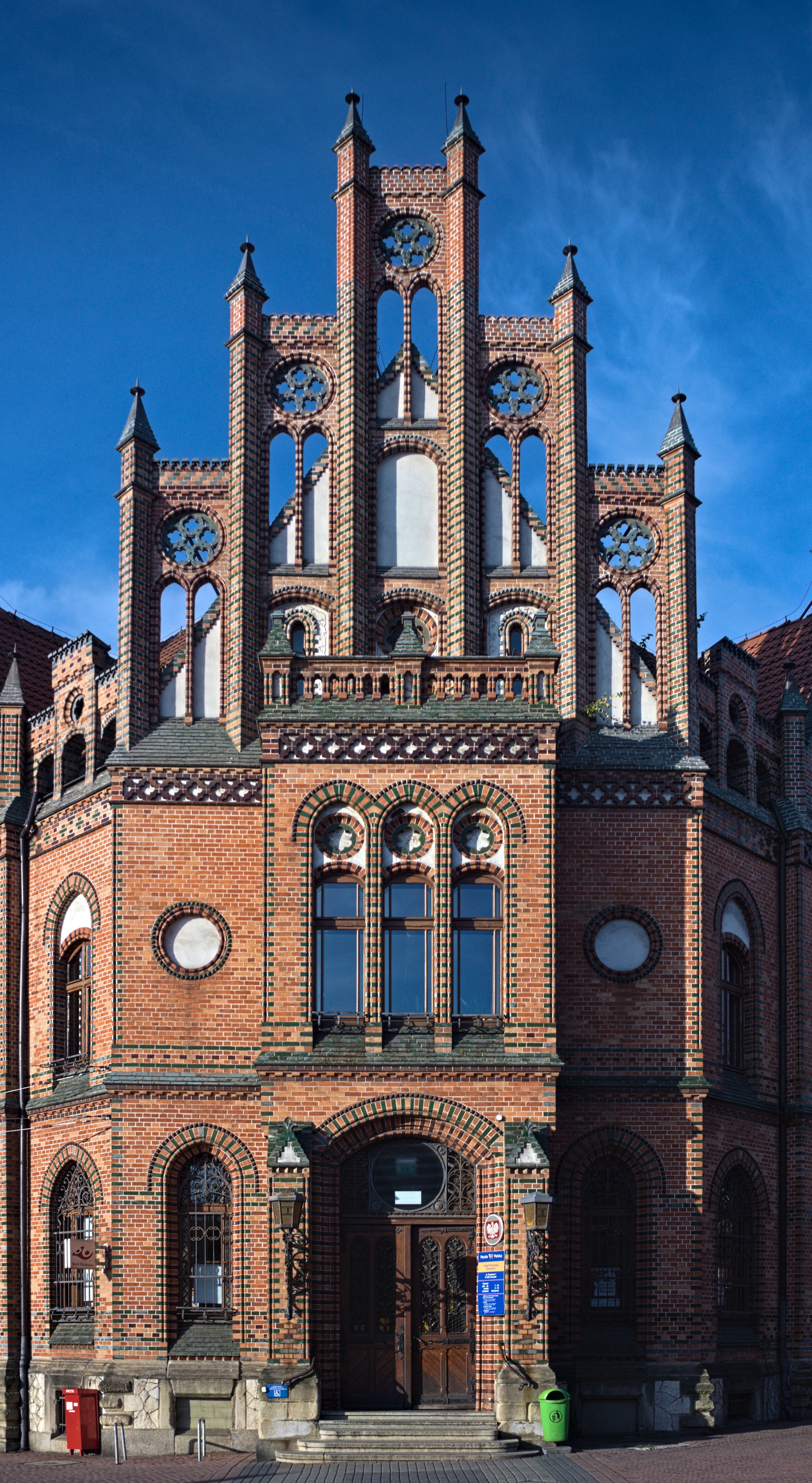
Fasada z wejściem głównym (2019)
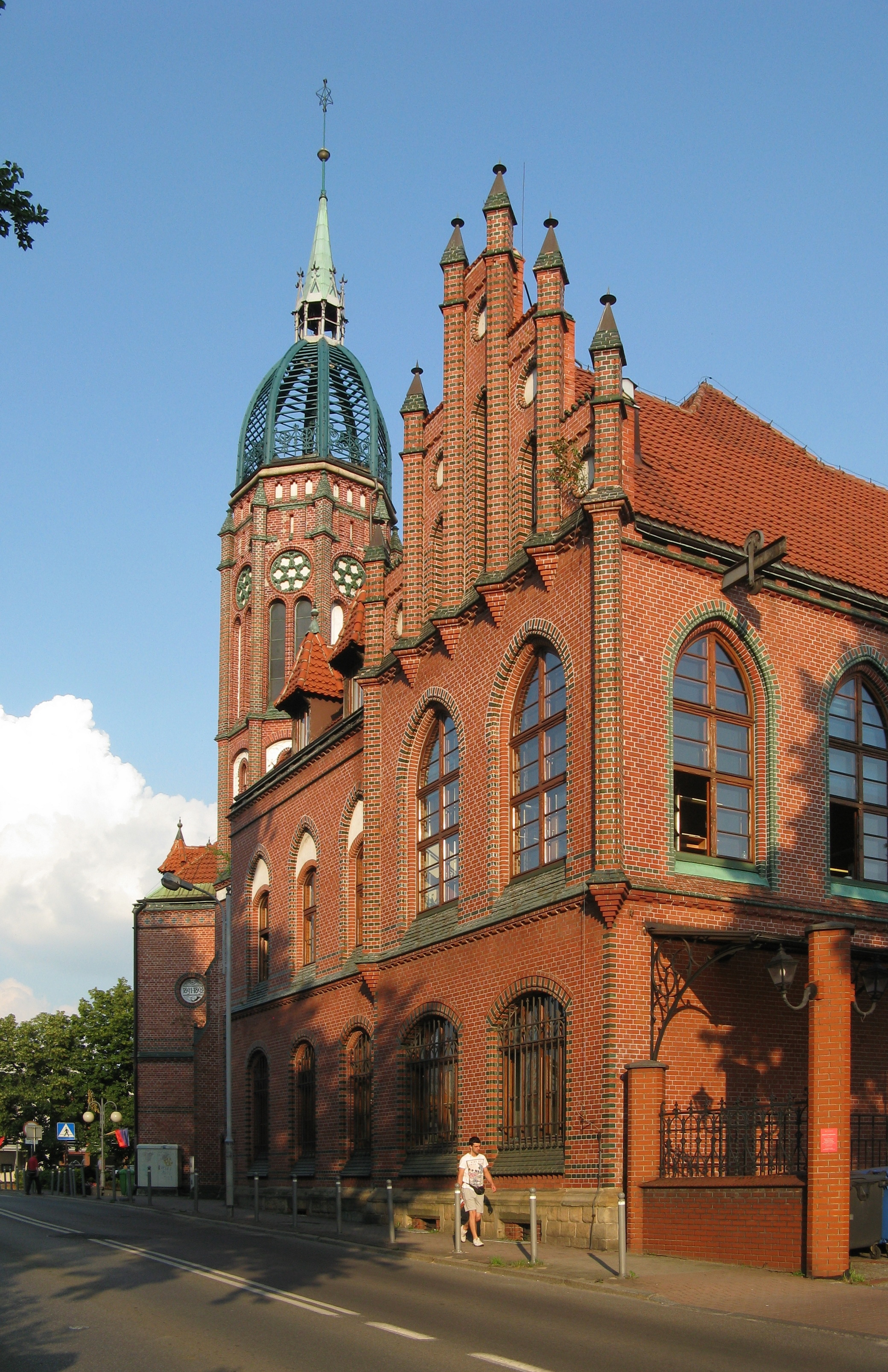
Wieża i elewacja od strony ul. Pocztowej, część dobudowana w 1911 roku, tzw. paczkarnia (2018)
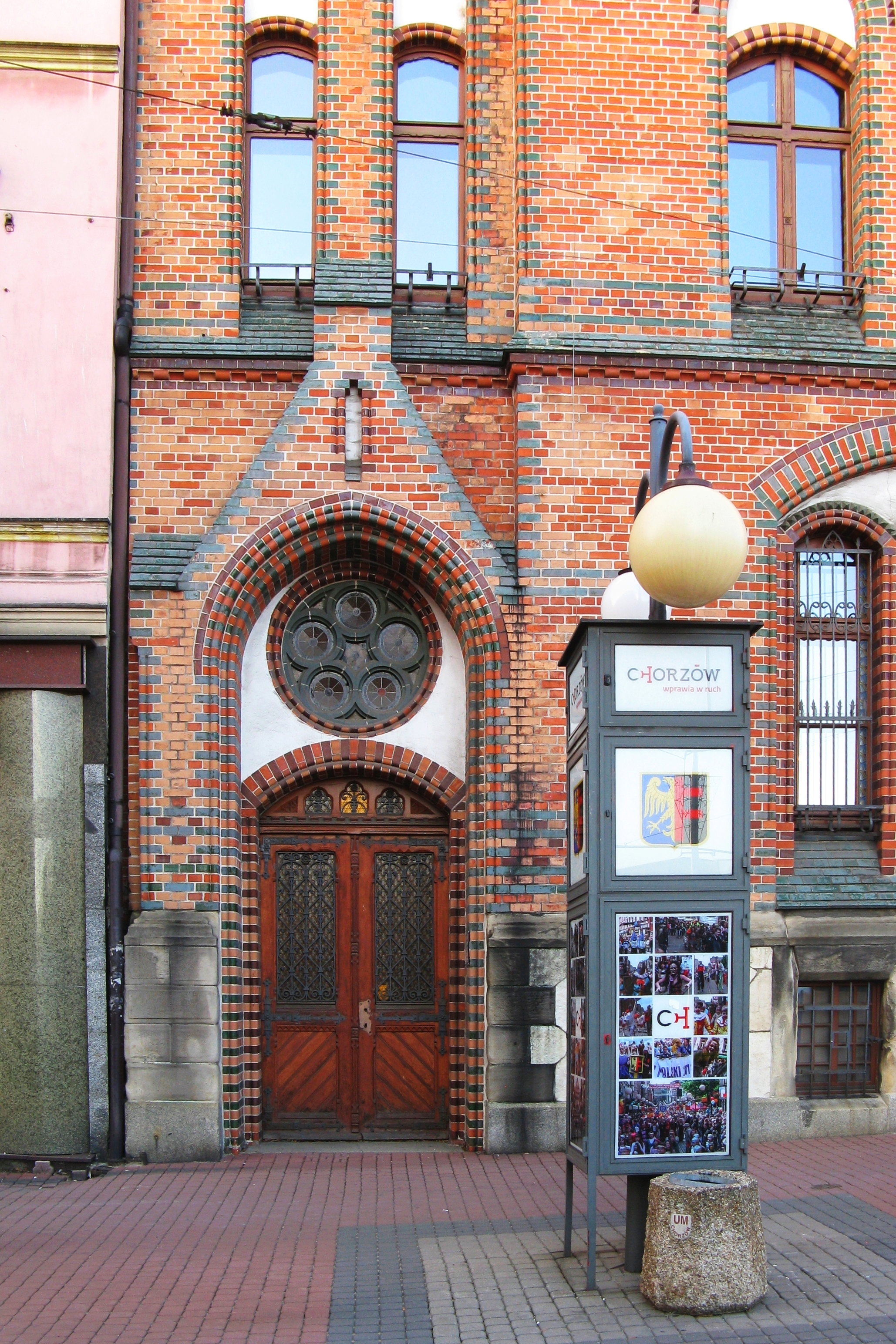
Wejście od ul. Wolności (2018)
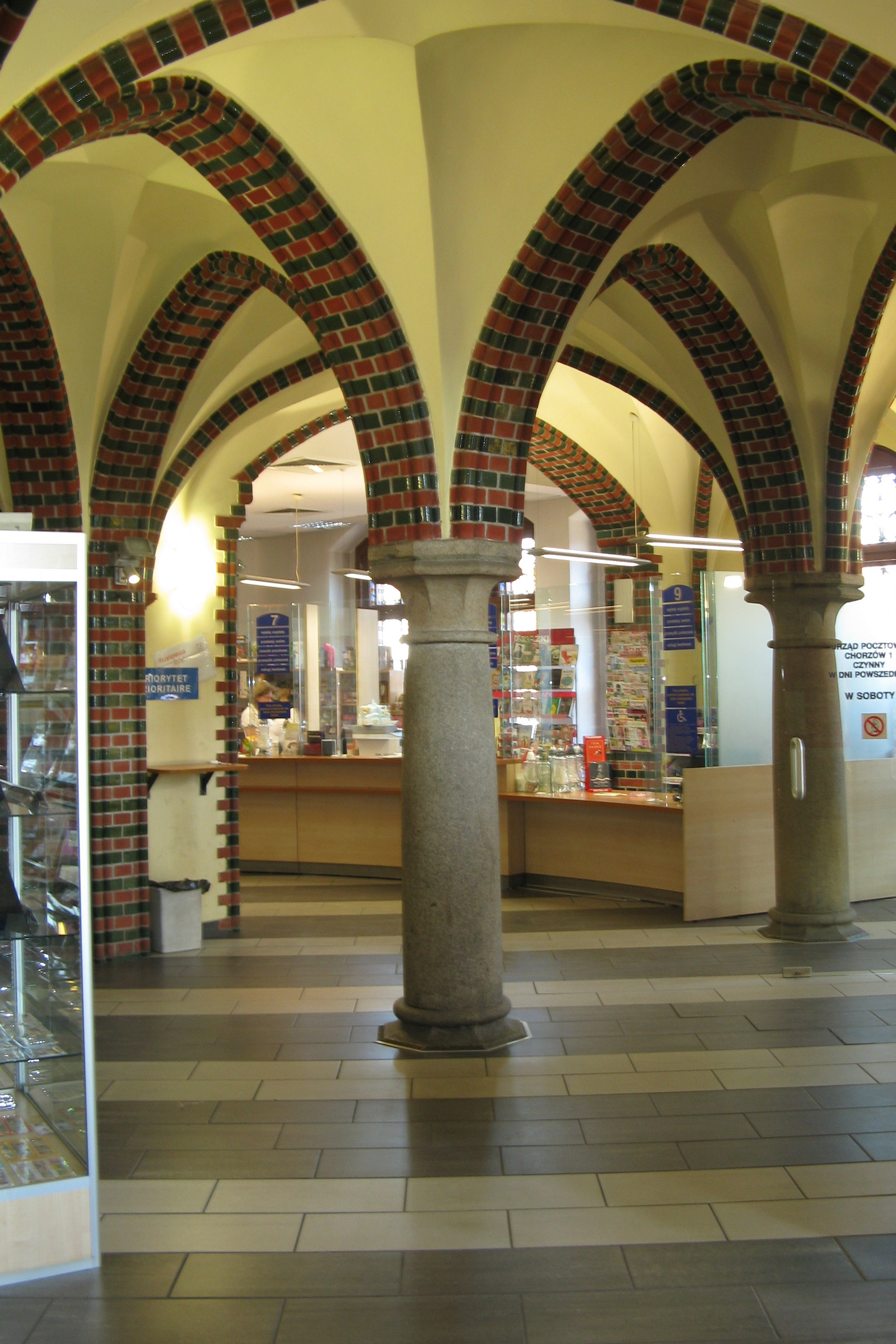
Wnętrze, parter dostępny dla klientów (2018)
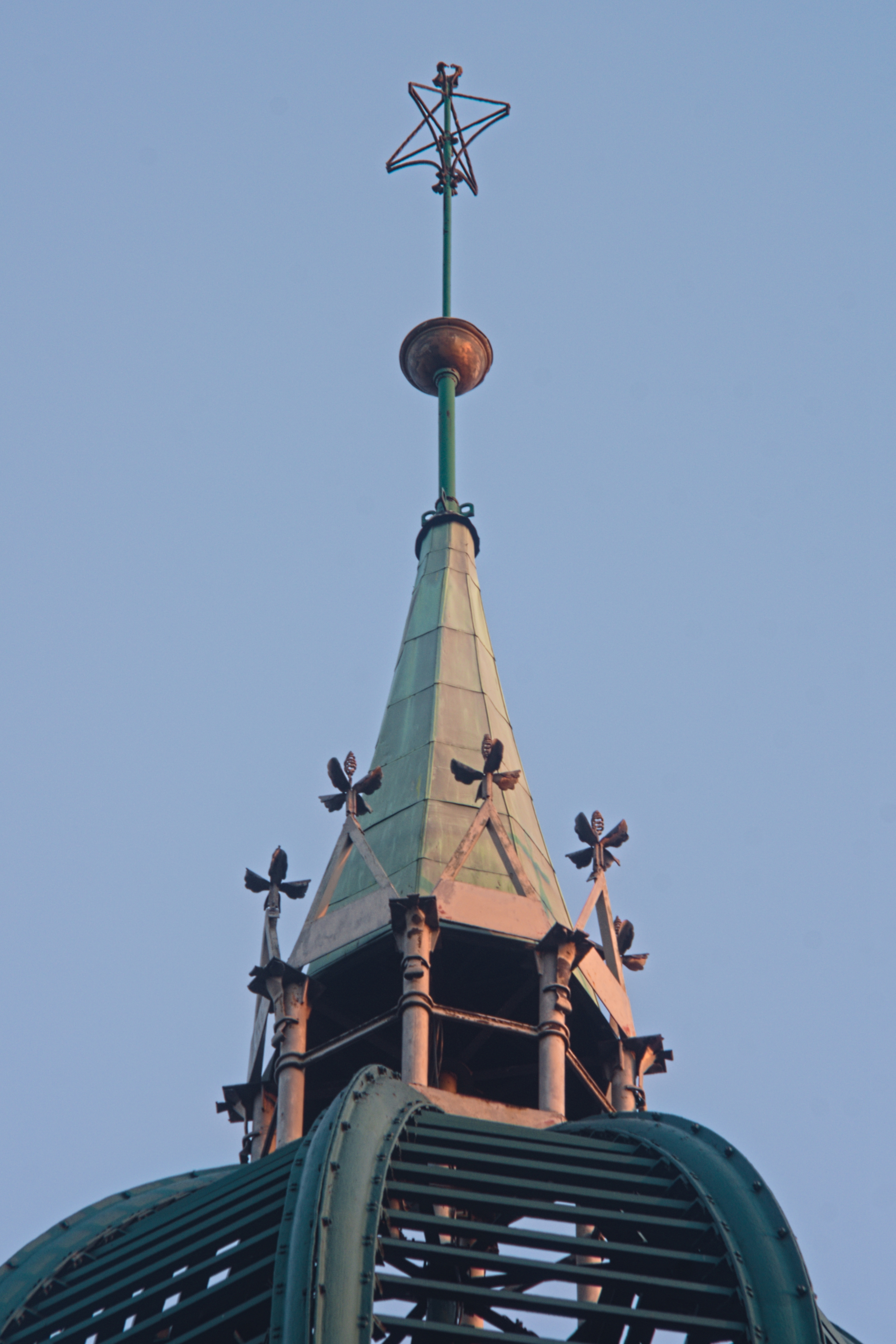
Zwieńczenie wieży (2020)
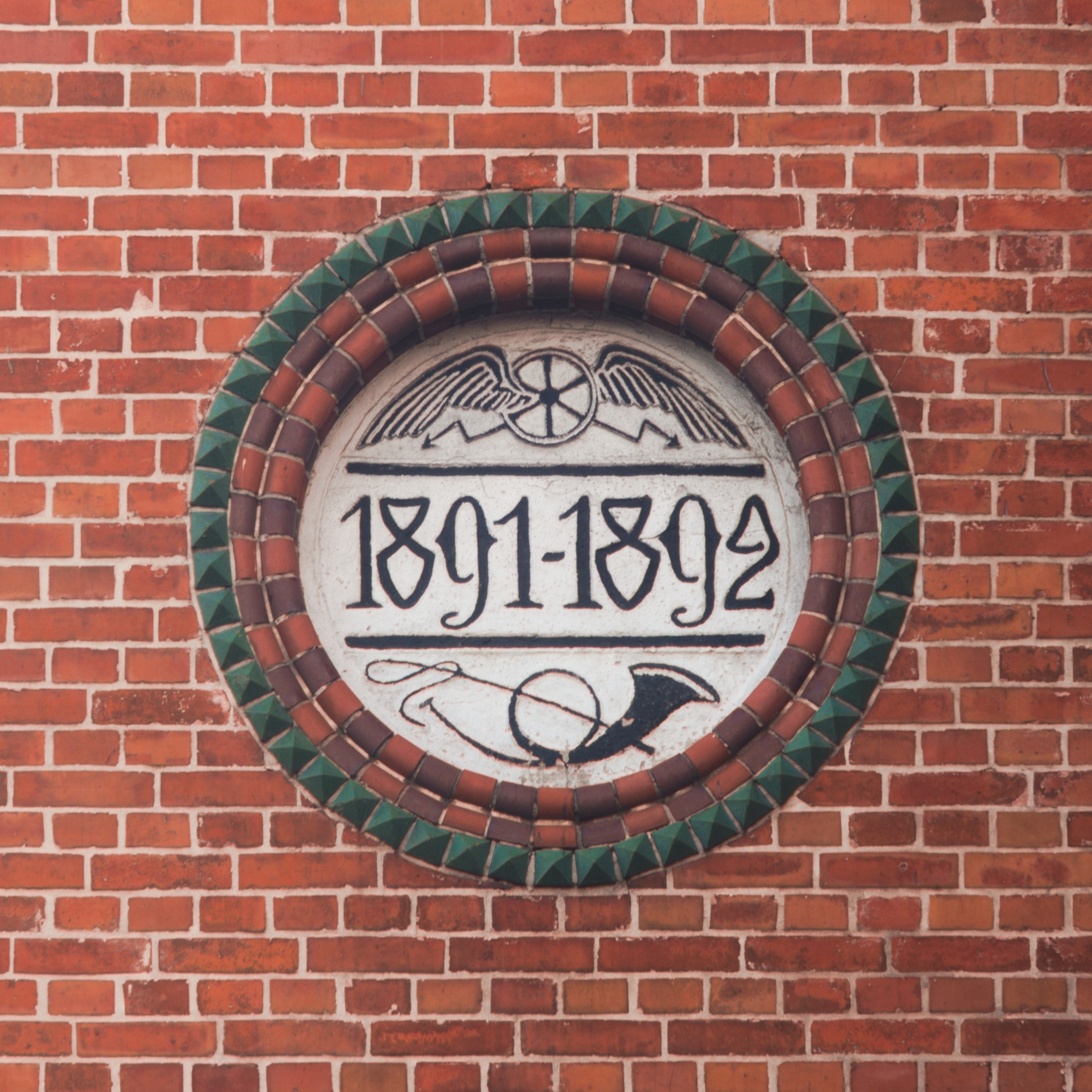
Data budowy „1891-1892” oraz symbole pocztowe na elewacji (2020)
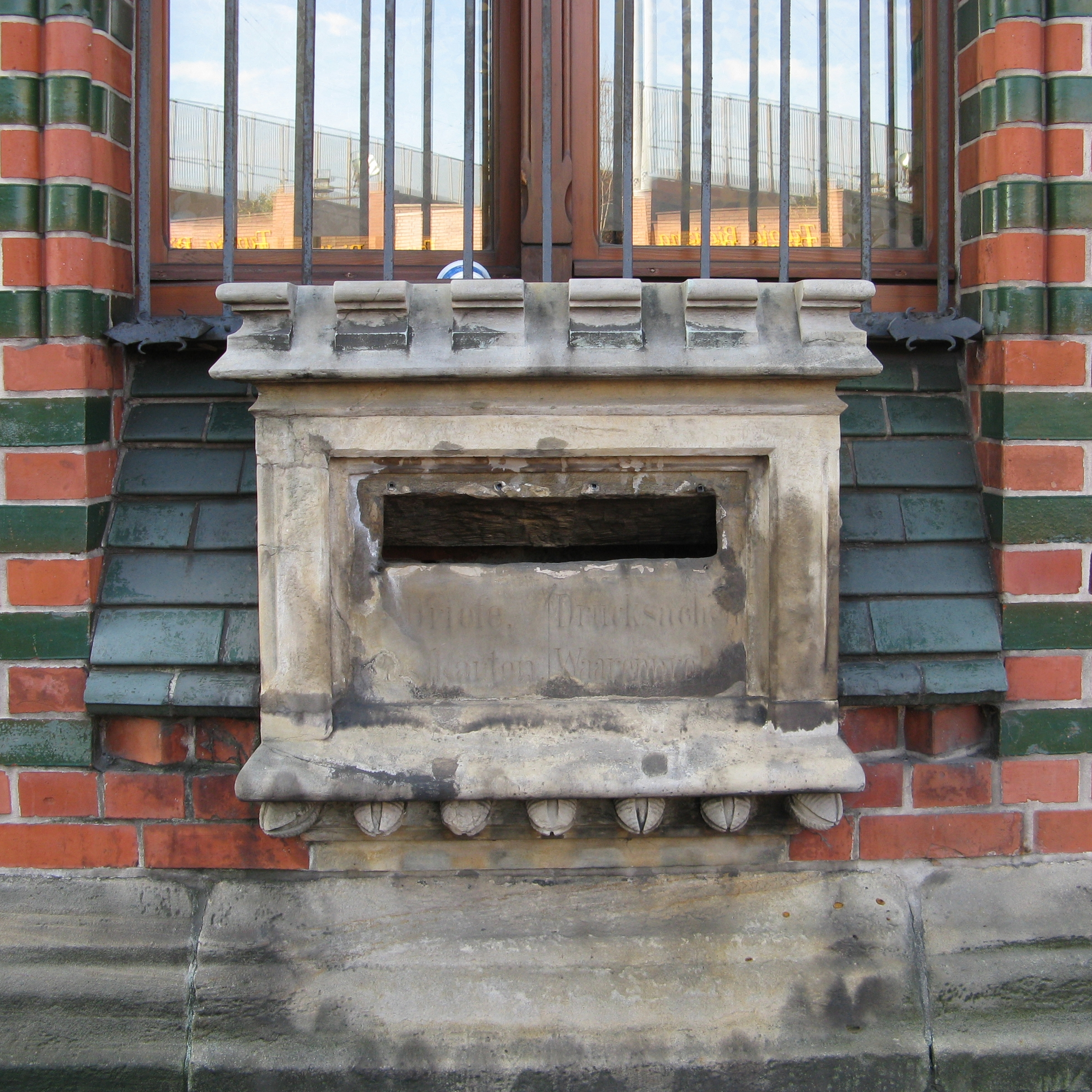
Wrzutnia na korespondencję z inskrypcjami w języku niemieckim (2018)
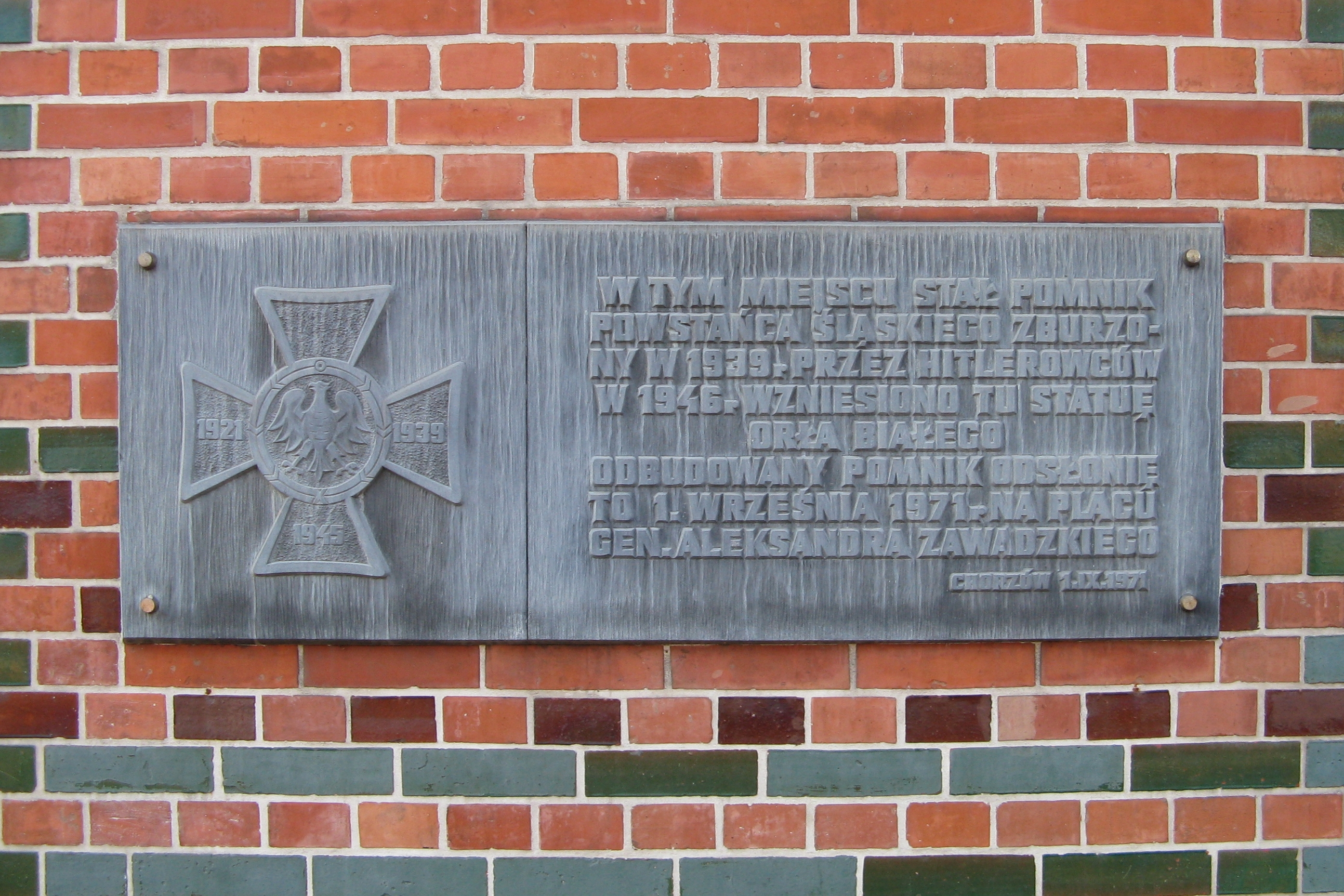
Tablica pamiątkowa poświęcona pomnikom, umieszczona na północno-wschodniej elewacji poczty (2018)